# 王水河
王水河（1925年3月12日—2019年5月29日），是一位生於臺中的藝術創作者。

## 生平

### 早年生活
1925年，王水河出生於臺中市東區楠町，他是家中出生的第二個孩子；當時，他的父親在臺中酒廠擔任技術員。
在就讀曙公學校時，王水河經常在美術比賽中獲得佳績；他更在1937年獲得「日本國第六回森永藝術作品募集二等賞」及獎金二百圓。1938年，他在畢業後隨即受聘於當地一家齒科診所，並在四個月後受聘至一家看板店工作。
受聘至看板店後，他憑著細緻的繪畫技法受聘為師傅；當時，他年僅十四歲。
兩年後，一家由日籍人士開設名為「Lion」的看板店以優渥待遇聘請王水河擔任店內首席設計師；但是，三個月後王水河決定離開該職務，並自行成立工作室「櫻畫房」。

### 創業及發展
1942年，王水河於張朝榮工作室參與繪製戲劇布景工作。1944年，王水河與張氏桃結婚。1945年，王水河被徵召入伍至嘉義服兵役直到戰爭結束為止；同年，長子王文芳出生。
1946年，王水河接受友人白天賜邀請，帶領家人遷居臺北與其共同創設「白王畫房」；幾個月後，王水河因其長子患急性肺炎而再度帶領家人回到臺中。
隨後，王水河將工作室更名為「水河畫房」，並開始收授學徒；當時，中臺灣地區的電影院大多委託「水河畫房」繪製電影看板。
1947年，長女王淑貞出生。1949年11月25日，王水河的作品「男」、「立像」入選第四屆台灣省全省美術展覽會(簡稱「全省美展」)，其中「男」獲得該屆雕塑部「主席獎」；同年，次子王文政出生。1950年12月1日，王水河的作品「清漢翁」、「裸婦」入選第五屆全省美展，「清漢翁」獲評該屆雕塑部「主席獎第二名」。1951年11月10日，他的作品「首」、「立像」入選第六屆全省美展。1952年3月25日，他的油畫作品「窗邊之女」獲評臺中市美術展覽會西畫部「第一名」；5月5日，作品「碧之首」入選臺陽美展；11月11日，作品「張經理像」入選第七屆全省美展；同年，次女王淑娟出生。
1953年9月17日，王水河的作品「游氏胸像」入選第八屆全省美展並獲第八屆全省美展雕塑部「主席獎第三名」；同年，他開設「星光霓虹燈」工廠，開始從事燈光造型廣告設計。
1954年，王水河參與創設「臺中市美術協會」並成為創會會員之一；11月20日，他的作品「Ａ像」、「Ｂ像」入選第九屆全省美展，作品「Ａ像」獲第九屆全省美展雕塑部「主席獎第二名」；同年，參子王文彬出生。
1955年，王水河獲臺中市政府聘為小工業及手工業輔導委員會技術顧問，並為其設計慶祝光復十週年牌樓；11月30日，他的作品「裸婦」、「女孩子」入選第十屆全省美展，作品「裸婦」獲該屆雕塑部「主席獎第一名」。1956年12月5日，他的作品「裸婦」、「胸像」入選第十一屆全省美展，作品「裸婦」獲該屆雕塑部「主席獎特選第一名」。
1960年代，王水河受臺中地區許多酒家、夜總會、咖啡廳委託進行美術設計。

### 晚年生活
1971年，王水河在農曆新年前被確診罹患喉癌，並於隨後立即住院進行手術。出院後，王水河結束水河畫房，並與其長子王文芳共同成立「水河建築師事務所」；同時，王水河更持續創作油畫、雕塑等作品。

## 知名作品
- 大甲鐵砧山鄭成功塑像
- 臺中醒修宮關公塑像
- 臺中公園入口門柱上抽象景觀雕塑
- 豐中戲院室內設計
- 東海戲院建築物規劃暨室內設計
- 森玉戲院建築物規劃暨室內設計
- 彰化台灣戲院建築物規劃暨室內設計
- 屏東樂宮戲院建築物規劃暨室內設計
- 南夜舞廳、歌廳建築物規劃暨室內設計
- 臺中俱樂部（夜總會）室內設計
- 敬華大飯店建築物規劃暨室內設計
- 高雄市王子大飯店建築物規劃暨室內設計
- 華園大旅社建築物規劃暨室內設計
- 漢字字體水河體
- 宮原眼科藝術設計[4]
- 台中牛排館美術設計
- 老雪花齋糕餅店美術設計[5]
- 澄清醫院字體美術設計[6]
- 臺南市一樂大飯店藝術設計[7]

## 語錄
- 「創作就是我最好的運動，也是我維持身體健康最大的秘訣！」[2]

## 連結
- 王水河's 藝術家專屬網站-全球華人藝術網 （页面存档备份，存于）
- 中台之王，美之水河 （页面存档备份，存于）
- 速記：王水河與你不知道的台灣字體, justfont blog （页面存档备份，存于）
- 【台灣壹週刊】《不壹樣》不均衡的均衡水河體大師－王水河- YouTube
- 資深藝術家王水河主頻Promo - YouTube
- 102年度「臺灣資深藝術家影音紀錄片」介紹王水河、許武勇- YouTube
- 王水河《裸女》 - ‧園區雕塑教學資源網‧